# Válečkování

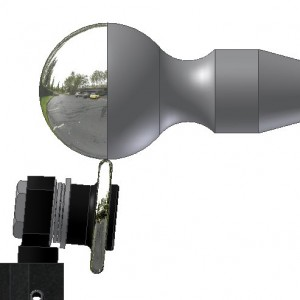
Válečkovací nástroj s karbidovou rolnou

Válečkování je beztřísková metoda obrábění, která zlepšuje kvalitu povrchu bez jakéhokoliv úběru materiálu. Válečkovací nástroje fungují na principu přitlačení odvalovaného tvrdého prvku k povrchu obrobku, čímž na povrchu obrobku vyvinou tlak, který překračuje mez kluzu materiálu. Takto se srovnají na povrchu soustruženého obrobku výstupky a prohlubně, čímž se povrch zhutní a stane rovnoměrným. Tato beztřísková metoda obrábění odstraňuje vady a nerovnosti povrchu s přesností na tisíciny milimetru. To vše je podtrženo jednoduchým použitím.

## Typy válečkovacích nástrojů

### Válečkovací nástroje s karbidovou rolnou
Tělo nástroje je osazeno jednou rolnou vyrobenou z tvrdokovu. Lze je použít univerzálně, nezávisle na válečkovaném průměru. Používají se pro válečkování vnějších i vnitřních válcových ploch, kuželů a konvexních i konkávních rádiusů. Mohou být osazeny i rolnami speciálního tvaru, pro použití na konkrétní geometrii obrobku.

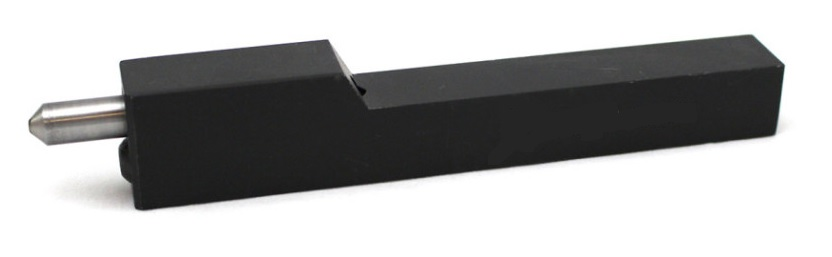
Válečkovací nástroj s diamantovým hrotem

### Válečkovací nástroje s diamantovým hrotem
Tyto nástroje jsou opatřeny hrotem s napájenou diamantovou ploškou. Hrot je v nástroji pružně uložen, pružina vyvíjí tlak na obrobek a válečkování se provádí posuvem po povrchu součásti podobně, jako při použití soustružnického nože.

### Válečkovací nástroje s karbidovými válečky

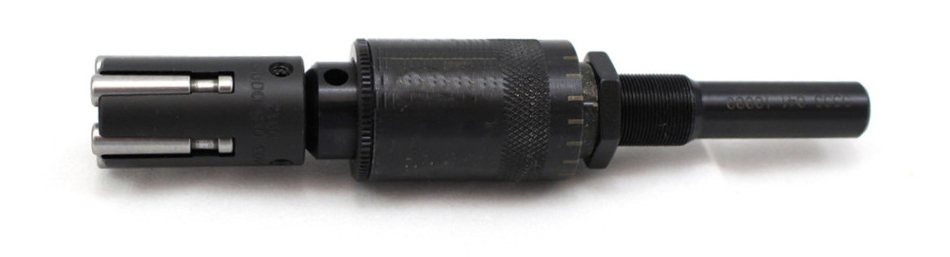
Válečkovací nástroj s karbidovými válečky

Nástroj sestává z těla, ve kterém rotuje několik přesných kuželovitých válců kolem obráceně uloženého kuželovitého vřetena na ložisku. Tyto nástroje jsou určeny vždy na konkrétní průměr obráběné součásti. Při tomto způsobu válečkování působí na obrobek všechny válečky současně po obvodu a nepůsobí tam boční síly způsobující ohýbání součásti.

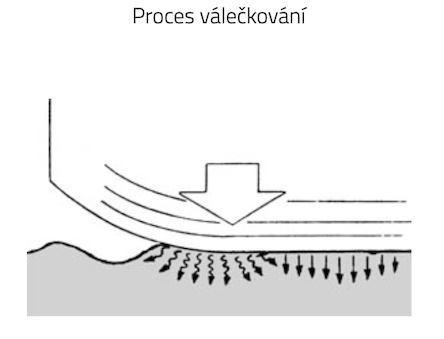
Proces válečkování

## Použití válečkovacích nástrojů
Při přípravě obrobku je nutno brát v úvahu několik faktorů – vzor povrchu, geometrii řezného nástroje a přídavek na obrábění.

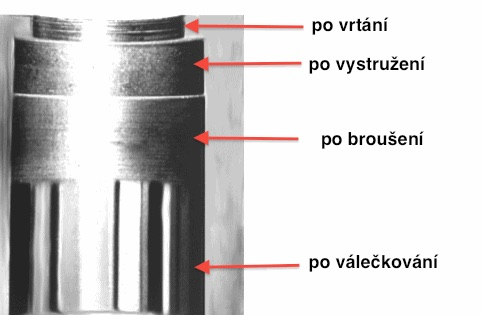
Povrch součásti po válečkování

Vzorek na povrchu obrobku po obrobení bývá "zoubkovaný", což je pro válečkování ideální. Je-li již otvor precizně a hladce obroben, není třeba jej válečkovat. Výrazné trhliny na obrobku a velice hluboké prohlubně vzniklé vrtáním, vystružováním, nebo soustružením, nejsou pro válečkovací operace vhodné. Budou viditelné i po použití válečkovacího nástroje, protože tento kopíruje povrch, takže kopíruje i velké pukliny a rozměrové nepřesnosti.
U houževnatějších kalených ocelí Rc35 je potřeba povrch co nejlépe dokončit před válečkováním. U tvárných materiálů, jako je mosaz, hliník a žíhané oceli, je možné mít povrch i hrubší. Jsou-li povrchy těchto materiálů velice jemně obrobeny, je nutné se spokojit s relativně malou změnou po použití válečkovacího nástroje.

## Výsledky práce s válečkovacími nástroji
Výsledkem válečkování je především rozměrová přesnost obrobku. Dokonalý výsledek válečkování závisí zpravidla na těchto faktorech:
- velikost tlaku nástroje na povrch obrobku
- výchozí drsnost a tvar mikronerovností
- mechanické vlastnosti válečkovaného materiálu
- tvar a jakost povrchu válečkovacího nástroje
- pracovní posuv válečkovacího nástroje

Drsnost povrchu soustruženého dílu se pohybuje kolem 3,2 Ra. Válečkovací nástroje dokážou dosáhnout drsností od 0,1 do 0,35 Ra na jedno přejetí. Na bronzu nebo hliníku lze dosáhnout Ra 0,1 – 0,15, na oceli Ra 0,15 – 0,2 a na kalené oceli Ra 0,2 – 0,4.
Válečkování je beztřísková metoda obrábění, která zlepšuje kvalitu povrchu bez jakéhokoliv úběru materiálu. Válečkované obrobky se vyznačují přesností a kvalitním a zpevněným povrchem. Při používání válečkovacích nástrojů již není třeba používat technologie, jako je broušení, lapování nebo honování.
Rozměrová přesnost válečkovaného obrobku je ovlivněna především kvalitou předobrobeného povrchu. Kvalita povrchu, spolu s jeho zpevněním a zhutněním, podstatně zvyšuje odolnost obrobku a jeho otěruvzdornost i korozivzdornost. Snižuje také riziko únavy materiálu. Odvalování nástroje stlačuje zrna struktury kovu, čímž se zvyšuje jeho povrchová tvrdost o 50 - 100 %. Materiál se válečkováním elasticky deformuje a tím roste jeho pevnost i pod povrchem. To vytváří zpětný tlak na povrch, který je pak odolnější proti silám, jež na něj mohou působit během provozu. Povrchy, které byly válečkovány, mají mnohem větší únosnost a otěruvzdornost. Válečkovací nástroje lze přitom používat na jakémkoliv standardním vřetenovém stroji.